# Dragones Rojos de Coatzacoalcos
Los Dragones Rojos de Coatzacoalcos fue un equipo de béisbol que participó en la Liga Invernal Veracruzana con sede en Coatzacoalcos, Veracruz, México.

## Historia

### Inicios
Los Dragones Rojos se fundaron en el año 2006 para participar en la Liga Invernal Veracruzana.
Cabe destacar que en su primera incursión en la LIV en la temporada 2006-2007, disputaron la Serie Final en contra los Gallos de Santa Rosa, ante los cuales cayeron por 4 juegos a dos.

### Actualidad
En la actualidad juegan en la Liga Olmeca Profesional, participando en la  Temporada XIII de Béisbol 2007; en donde salieron campeones al derrotar en la final al Club Deportivo Toby de Acayucan.